# 와타다 미사키
와타다 미사키(일본어: 和多田 美咲 わただ みさき[*])는 일본의 여성 성우. 시즈오카현 출신. 아오니 프로덕션 소속.

## 출연작

### TVA
- 2015년
  - 롤링 걸즈 - 기자
  - 원피스 에피소드 오브 사보: 3형제의 유대 - 기적의 재회와 계승된 의지!
  - 코멧 루시퍼 - 소녀

- 2016년
  - 레갈리아 The Three Sacred Stars - 여자아이
  - 무채한의 팬텀 월드 - 사모 아리나
  - 배틀 스피리츠 더블 드라이브 - 모가미 켄토, 모후모후
  - 식극의 소마 두 번째 접시 - 여학생A
  - 최약무패의 신장기룡 - 여학생
  - 클래시컬로이드 - 비이코
  - 프린스 오브 스트라이드 - 지나가는 사람

- 2017년
  - 마루코는 아홉살 - 타이코
  - 마법진 구루구루 리메이크 - 치쿠리마
  - 변변찮은 마술강사와 금기교전 - 일루시아 레이포드
  - 장국의 알타이르 - 니코로
  - 지옥소녀 - 미치루
  - 케모노 프렌즈 - 황금들창코원숭이
  - 프린세스 프린서플 - 에이미 앤더슨
  - Just Because! - 모리카와 무츠키

- 2018년
  - 게게게의 키타로 6기 - 고우하라 미츠키
  - 명탐정 코난 - 유리 미오나(905화 엑스트라)
  - 무효와 로지의 마법률상담사무소 - 원망의 소리
  - 우마무스메 PRETTY DERBY - 메이쇼 도토
  - 전생했더니 슬라임이었던 건에 대하여 - 엘프C
  - 천랑 Sirius the Jaeger - 우메쨩
  - 클래시컬로이드 제2 시리즈 - 비이코
  - 키랏토 프리☆챤 - 루미, 오렌지 걸즈
  - 탐정 오페라 밀키 홈즈 최고의 인사 - 이네쿠 우라라

- 2019년
  - 그란벨름 - 친구
  - 바람이 강하게 불고있다 - 스기야마 타카시의 여동생
  - 소멸도시 - 카린
  - 여고생의 낭비 - 여학생
  - 천화백검 ~메이지관에 어서오세요!~ - 나마즈오 토시로
  - 후르츠 바스켓 - 단역
  - 히토리 봇치의 ○○생활 - 히메지 야나이

- 2020년
  - 날아라 호빵맨 - 캇파마키 군, 하미가키코(치약) 쨩(2대), 눈의 요정
  - 디지몬 어드벤처: - 야가미 히카리(신나리)
  - 신 사쿠라 대전 the Animation - 클라라
  - 최애가 부도칸에 가 준다면 난 죽어도 좋아 - 테라모토 유우카
  - 좀 더! 성실하게 불성실한 쾌걸 조로리 - 마니
  - SHOW BY ROCK!! 마슈마이렛슈!! - 데루밍

- 2021년
  - 우마무스메 PRETTY DERBY 2 - 메이쇼 도토
  - SHOW BY ROCK!! STARS!! - 데루밍
  - 사쿠간 - 무로
  - 러브라이브! 슈퍼스타!! - 스미레의 여동생

- 2022년
  - 보스 따님과 돌보미 - 사쿠라기 야에카

### 극장판
- 2018년
  - 펭귄 하이웨이 - 오카다 씨
  - 기동전사 건담 NT - 소녀

- 2025년
  - 극장판 도라에몽: 진구의 그림이야기 - 클레어

### OVA
- 2017년
  - 스트라이크 더 블러드 Ⅱ - 그렌다

- 2018년
  - 스트라이크 더 블러드 Ⅲ - 그렌다

- 2019년
  - 마지모지 루루모 완결편 - 미미루미아

- 2020년
  - 스트라이크 더 블러드 Ⅳ - 그렌다

### WEB
- 2018년
  - 데빌맨 크라이베이비 - 여학생

### 게임
- #컴파스 전투섭리분석시스템 - 데루밍
- 갓이터 3 - 쇼 페니워트
- 동방스펠버블 - 플랑드르 스칼렛
- 디지몬 서바이브 - 시노노메 미우
- 라이자의 아틀리에 2 ~잃어버린 전승과 비밀의 요정~ - 휘
- 마스터 오브 이터니티(대만, 일본 서버) - 리타
- 몬스터 스트라이크 - 쿠시나다
- 슈퍼로봇대전 DD - 유니스 에어리
- 우리 공주님이 제일 귀여워 - 유키카사 미노
- 우마무스메 PRETTY DERBY - 메이쇼 도토
- 천화백검 -참- - 나마즈오 토시로
- 케모노 프렌즈 3 - 황금들창코원숭이
- 하얀고양이 프로젝트 - 리사
- MÚSECA - 리큐어, 메리 라 테라스
- SHOW BY ROCK!! Fes A Live - 데루밍

### 프로젝트
- 온센무스메 - 유후인 바덴 카나데

### 드라마 CD
- 하루츠게와 눈의 아이들 - 하루츠게